# Podgórze (zajezdnia tramwajowa)
Podgórze – zajezdnia tramwajowa MPK SA z siedzibą w Krakowie przy ulicy Jana Brożka 3.

## Historia zajezdni
- 1928.10.25 – przyznanie przez Gminę miasta Krakowa terenu na cele przyszłej remizy tramwajowej o łącznej powierzchni 14 ha 52 a 37 m².
- 1937.08.11 – zatwierdzenie przez Zarząd Miejski w Krakowie Wydział Budowlany planów na budowę remizy.
- 1938 – ukończono budowę zajezdni tramwajowej długości 57 m i szerokości 48 m – 10 torów o pojemności 40 wagonów.
- 1950 – rozbudowano zajezdnie – wydłużono budynek hali do 110 mb i zwiększono pojemność do 100 wagonów tramwajowych.
- 1968 – opracowano projekt modernizacji hali zajezdni:
  - wykonano 10 nowych bram wjazdowych,
  - w hali zamontowano 3 komplety myjni,
  - wykonano oświetlenie elektryczne w kanałach przeglądowych,
  - wykonano 530 mb torów przeglądowych,
- 1978 – wymieniono szyny na 10 kanałach, oddano świetlicę zakładową.
- 1980–1986:
  - doprowadzenie instalacji gazowej do piaskarni i pomieszczeń socjalnych,
  - wykonano stanowisko podnośników wagonów typu 105N,
  - wykonano stanowisko do wymiany silników i rozruszników w wagonach 105N,
  - oddano do użytku magazyn części zamiennych nr 28,
  - oddano budynek Dyspozytorni.
- 1987 – wybudowano i oddano do eksploatacji nowy budynek Akumulatorni, wyburzono budynek Zakładu Sieci i Podstacji, na tym miejscu wykonano tory postojowe.
- 1988 – wykonano nowe ogrodzenie od strony ul. Rzemieślniczej.
- 1998.05.25 do 1998.07.10 – wyremontowano tory wjazdowe do zajezdni od strony ul. Brożka.
- 2000.08.12 do 2000.09.15 – wyremontowano tory wjazdowe do zajezdni od strony ul. Rzemieślniczej.
- 2001 – modernizacja czterech torów w hali zajezdni (przystosowanie do obsługi wagonów typu NGT6).
- 2004 – modernizacja myjni.
- 2007 – modernizacja kolejnych dwóch ostatnich torów w hali zajezdni.

## Galeria

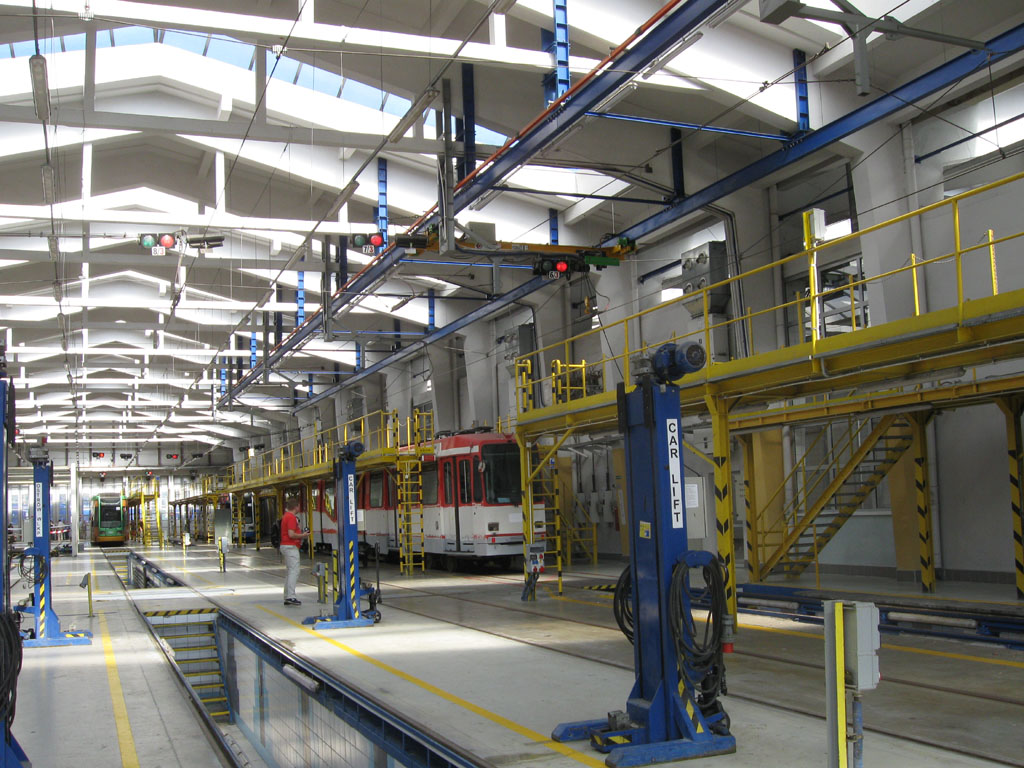
Wnętrze hali głównej

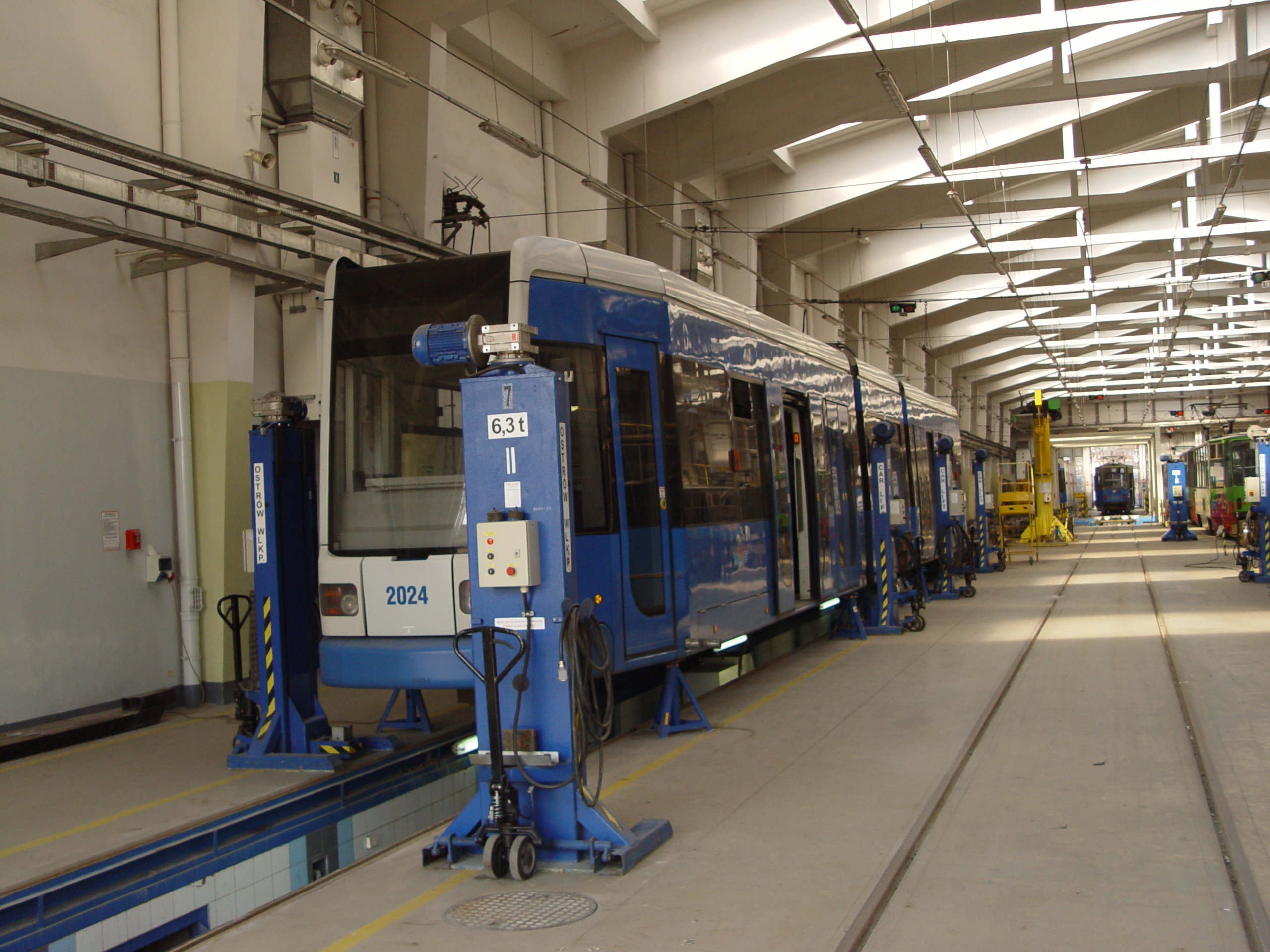
Wagon Bombardier NGT6 na przeglądzie technicznym